# Franciszek Piper
Franciszek Piper (ur. 1941) – polski historyk zajmujący się tematyką Holocaustu i obozu koncentracyjnego Auschwitz-Birkenau. Jest autorem lub współautorem licznych prac naukowych nt. obozu. Piper wchodził w skład kolegium redakcyjnego Wydawnictwa Państwowego Muzeum Auschwitz-Birkenau. W latach 80. i do roku 2008 kierował Działem Historyczno-Badawczym Państwowego Muzeum Auschwitz-Birkenau w Oświęcimiu.

## Życiorys
W 1959 ukończył III Liceum Ogólnokształcące im. Stefana Żeromskiego w Bielsku-Białej i rozpoczął studia historii na Uniwersytecie Jagiellońskim. W 1964 napisał pod kierunkiem prof. dra Henryka Wereszyckiego pracę magisterską na temat Przebieg wojny krymskiej na łamach "Czasu". W 1979 uzyskał stopień doktora za pracę pt. Zatrudnienie więźniów KL Auschwitz. Organizacja pracy i metody eksploatacji siły roboczej napisaną pod kierunkiem prof. dr. Wacława Długoborskiego.
W 1965 rozpoczął pracę w Państwowym Muzeum Auschwitz-Birkenau w Oświęcimiu jako asystent w Dziale Historyczno-Badawczym. W latach 90. został jego kierownikiem. Funkcję tę pełnił do przejścia na emeryturę we wrześniu 2008.
Od 1980 zajmował się problematyką liczby ofiar Auschwitz-Birkenau. Wyniki jego badań zostały po raz pierwszy opublikowane w skróconej wersji w 1991 r., w Izraelu. Następnie została wydana jego książka Ilu ludzi zginęło w KL Auschwitz. Liczba ofiar w świetle źródeł i badań 1945 - 1990.
Następnie, do emerytury (2008), współredaktor naukowy w ramach prac prowadzonych przez Państwowe Muzeum Auschwitz-Birkenau w Oświęcimiu kierował pracami badawczymi nad Księgami Pamięci, które zawarły wszystkie możliwe do ustalenia nazwiska Polaków deportowanych do KL Auschwitz. Ponadto publikował wyniki swoich prac w licznych czasopismach. Obecnie jest już emerytowanym pracownikiem Państwowego Muzeum Auschwitz-Birkenau w Oświęcimiu.

## Prace badawcze
- Zagłada – trzecia część pięciotomowej pracy zbiorowej Auschwitz 1940-1945. Węzłowe zagadnienia z dziejów obozu, mającej charakter monografii KL Auschwitz-Birkenau. Oświęcim 1995. (Również w języku angielskim i niemieckim.)
- Zatrudnienie więźniów KL Auschwitz. Organizacja pracy i metody eksploatacji siły roboczej. Oświęcim 1981. (Również w języku niemieckim i angielskim.
- Ilu ludzi zginęło w KL Auschwitz. Liczba ofiar w świetle źródeł i badań 1945-1990. Oświęcim 1992. (Również w języku angielskim (wersja skrócona) i niemieckim.)
- Rola obozu koncentracyjnego w Oświęcimiu w realizacji hitlerowskiej polityki eksterminacji ludności żydowskiej. Warszawa 1983.
- Auschwitz. Nazistowski obóz śmierci – popularnonaukowa historia KL Auschwitz (wraz z Teresą Świebocką). Oświecim 1993.